# William Goate
William Goate (Fritton, 12 gennaio 1836 – Portsmouth, 24 ottobre 1901) è stato un militare britannico insignito con la Victoria Cross, l'onorificenza più alta e prestigiosa per il valore di fronte al nemico che può essere concessa alle forze britanniche e del Commonwealth.

## Biografia
Goate aveva 22 anni ed era Lance Caporal nel 9th Queen's Royal Lancers durante i Moti indiani del 1857: il 6 marzo 1858 a Lucknow, in India, compì il gesto che gli meritò l'alta onorificenza:
Goate si trasferì a Southsea nel maggio 1900 dopo aver vissuto a Jarrow-on-Tyne e lì lavorato per ventidue anni neli'impresa di costruzioni navali Palmers ed essere stato membro per diciotto anni della Jarrow Company of the Volunteers in cui ricoprì lo stesso rango che aveva avuto nei Lanceri. Morì all'età di 64 anni di cancro.
La sua medaglia è in mostra oggi presso il museo del reggimento 9th/12th Lancers nel Derby Museum and Art Gallery.